# Elaina Oden
Elaina Joyce Oden, född 21 mars 1967 i Orange i Kalifornien, är en amerikansk före detta volleybollspelare. Oden blev olympisk bronsmedaljör i volleyboll vid OS 1992 och kom på sjundeplats vid OS 1996. Utanför landslaget spelade hon förutom i collegemästerskapen även två säsonger i italienska serie A1.
Hon var del av en syskonskara som spelade i landslaget. Beverly Oden deltog i samma OS som Elaina, medan Kim Oden deltog i OS 1988 och 1992.